# Danijel Zagorac
Danijel Zagorac (Dernis, 7 febbraio 1987) è un calciatore croato, portiere della Dinamo Zagabria.

## Carriera
Ha giocato nella prima e nella seconda divisione croata.

## Palmarès

### Club

#### Competizioni nazionali
- Druga hrvatska nogometna liga: 1

RNK Spalato: 2009-2010
- Campionato croato: 7

Dinamo Zagabria: 2017-2018, 2018-2019, 2019-2020, 2020-2021, 2021-2022, 2022-2023, 2023-2024
- Coppa di Croazia: 3

Dinamo Zagabria: 2017-2018, 2020-2021, 2023-2024
- Supercoppa di Croazia: 1

Dinamo Zagabria: 2022